# George Gaidzik
George William Gaidzik (Chicago, Illinois, 22 de febrer de 1885 – Llac Michigan, 25 d'agost de 1938) va ser un saltador estatunidenc que va competir a començaments del segle xx.
El 1908 va prendre part en els Jocs Olímpics de Londres, on guanyà la medalla de bronze en la competició de salt de trampolí de 3 metres. En la prova del salt de palanca de 10 metres fou cinquè.
Quatre anys més tard, als Jocs d'Estocolm disputà les tres proves del programa de salts, sent el millor resultat la vuitena posició en el salt de trampolí de tres metres. En el salt de palanca de 10 metres i de palanca alta quedà eliminat en sèries.
Morí ofegat al llac Michigan, junt al seu fill gran, quan una tempesta va fer bolcar l'embarcació en què navegaven.